# Lichenosticta alcicornaria
Lichenosticta alcicornaria is een korstmosparasiet die behoort tot de onderstam Pezizomycotina. Hij komt voor op Cladonia.

## Verspreiding
Lichenosticta alcicornaria komt voor in Europa, Noord-Amerika en sporadisch daarbuiten.In Nederland komt het zeer zeldzaam voor.